# Lecanora plumosa
Lecanora plumosa är en lavart som beskrevs av Müll. Arg. Lecanora plumosa ingår i släktet Lecanora och familjen Lecanoraceae.   Inga underarter finns listade i Catalogue of Life.